# Туристичка организација општине Гаџин Хан
| Туристичка организација општине Гаџин Хан |                                     |
|                                           |                                     |
| Оснивач:                                  | Општина Гаџин Хан                   |
| Седиште:                                  | Милоша Обилића бб, Гаџин Хан Србија |
| Директор:                                 | Срђан Игић                          |
| Веб презентација                          |                                     |

Туристичка организација општине Гаџин Хан је једна од општинских јавних установа, основана 2008. године Одлуком Скупштине општине.
Основна делатност Туристичке организације Гаџин Хан је промоција и маркетинг туристичког потенцијала општине, израда програма развоја туризма, организовање туристичко информативно-пропагандне делатности, културних, спортских и других манифестација од интереса за унапређење туризма.
Делокруг рада Туристике организације обухвата и подстицање и координирање активности на развоју специфичних видова туризма као што су здравствени, рекреативни, ловни, културно манифестациони, излетнички, омладински и дечији, сеоски и спортски.